# تپه داش قلعه
تپه داش قلعه مربوط به دوره اشکانیان است و در شهرستان مشگین‌شهر، بخش مشکین شرقی، دهستان نقدی، روستای نقدی سفلی واقع شده و این اثر در تاریخ ۲۷ آبان ۱۳۸۶ با شمارهٔ ثبت ۲۰۲۹۱ به‌عنوان یکی از آثار ملی ایران به ثبت رسیده است.